# HD 140283

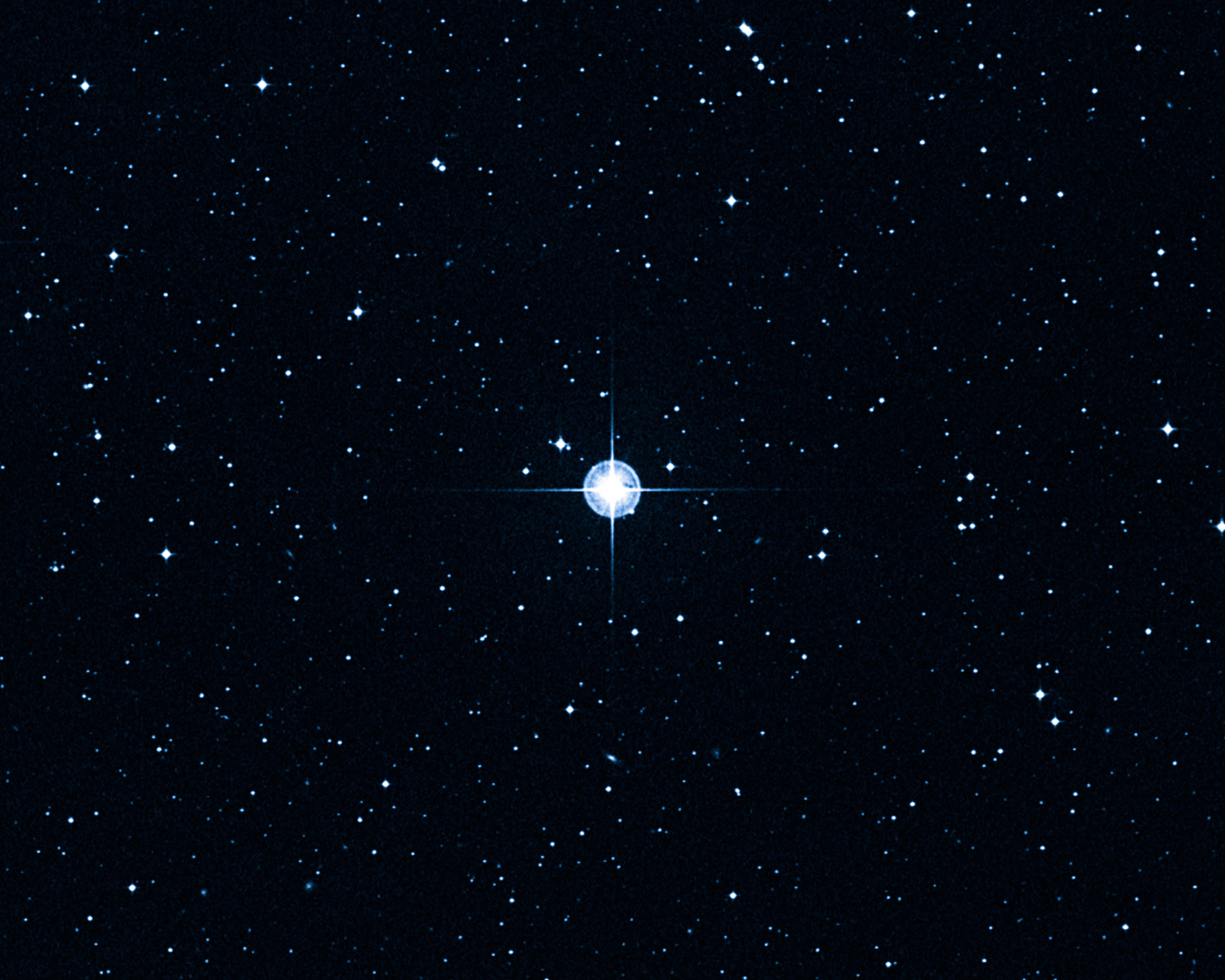
Imagem de HD 140283.

HD 140283 (ou estrela de Matusalém) é uma estrela subgigante pobre em metais a cerca de 200 anos-luz de distância da Terra, na constelação de Libra, perto da fronteira com Ophiuchus. Sua magnitude aparente é 7 205. A luz da estrela é um pouco desviada, pois se move mais para longe de nós e é conhecida pelos astrônomos há mais de um século como uma estrela de alta velocidade baseada em seus outros vetores (movimento apropriado). Uma análise espectroscópica precoce de Joseph W. Chamberlain e Lawrence Aller revelou que ela tinha um conteúdo metálico substancialmente mais baixo que o do Sol.  As análises espectroscópicas modernas descobrem um teor de ferro sobre um fator de 250, inferior ao do sol. É uma das estrelas pobres em metais (população II) mais próximas da Terra.

## História de observação
A estrela já era conhecida em 1912, quando W. S. Adams fez sua astrometria usando um espectrógrafo no Observatório Mount Wilson.

## Idade e significado
Como HD 140283 não está na sequência principal nem é uma gigante vermelha, sua posição inicial no diagrama de Hertzsprung-Russell tem sido interpretada com seus dados e modelos teóricos de evolução estelar baseados na mecânica quântica e nas observações de processos em milhões de estrelas para inferir sua idade. Para estrelas de campo (ao contrário de estrelas em aglomerados), é raro conhecer a luminosidade, a temperatura e a composição da superfície de uma estrela com precisão suficiente para obter um valor bem definido de sua idade; por causa de sua escassez relativa, isso é ainda mais raro para uma estrela da população II, como a HD 140283. Um estudo publicado em 2013 usou os Sensores de Orientação Fina do Telescópio Espacial Hubble da NASA para medir uma paralaxe precisa (e, portanto, a distância e a luminosidade) da estrela e empregar essas informações para estimar uma idade de 14,46 ± 0,8 bilhões de anos. Devido à incerteza no valor, essa idade da estrela pode ou não conflitar com a idade calculada para todo o Universo, conforme determinado pelos resultados finais de 2015 obtidos pelo satélite Planck (13.799 ± 0,021 bilhões).
Uma vez apelidada de "Estrela de Matusalém" pela imprensa devido à sua idade, se as suposições da evolução estelar estiverem corretas no relatório, a estrela deve ter se formado logo após o Big Bang  e seria uma das estrelas mais antigas conhecidas. A busca por estrelas muito pobres em ferro mostrou que são quase todas anomalias em aglomerados globulares e no Halo Galáctico. Isso concorda com uma narrativa de que elas são raras sobreviventes de sua geração. Nesse caso, os dados visuais aparentes das mais antigas delas nos permitem estimar a idade da fase de reionização (primeira formação estelar) do Universo, independentemente das teorias e evidências dos primeiros milhões de anos após o Big Bang. A maioria das estrelas da População II e da População III não são mais observáveis. Existem teorias que permitem uma idade mais avançada do Universo do que o convencionalmente aceito, que ainda pode acomodar o desvio para o vermelho observado de objetos antigos e de radiação anterior. Alguns se afastam do modelo convencional de big bang/inflação, como os modelos de estado estacionário e cíclico. Até o momento, não foram encontradas evidências precisas e de maior idade de um objeto cósmico que questionem os resultados do satélite Planck. 
Os estudos da estrela também ajudam os astrônomos a entender a história inicial do Universo. Metálicas muito baixas, mas diferentes de zero, de estrelas como HD 140283 indicam que a estrela nasceu na segunda geração da criação estelar; acredita-se que seu conteúdo de elementos pesados tenha vindo de estrelas de metal zero (estrela das População III), que nunca foram vistas.  Pensa-se que essas primeiras estrelas nasceram algumas centenas de milhões de anos após o Big Bang e morreram em explosões ( supernovas ) depois de apenas alguns milhões de anos.  Uma segunda geração de estrelas, a geração em que teoriza-se que a HD 140283 nasceu, não poderia ter coalescido até que o gás, aquecido pelas explosões de supernovas das estrelas anteriores, esfriasse. Essa hipótese do nascimento de tais estrelas e os melhores modelos do universo primitivo indicam que o tempo que levou para os gases esfriarem foi provavelmente de apenas algumas dezenas de milhões de anos.  
As proporções de elementos nessas estrelas pobres em metais são modeladas para nos dizer muito do rendimento anterior de nucleossintéticos ("metais"), ou seja, de outros elementos além do hidrogênio e hélio das supernovas das estrelas localmente extintas da População III. Algumas destas podem ser visíveis nas lentes gravitacionais ao observar imagens mais profundas, como o Campo Ultra-Profundo do Hubble (ou seja, sua breve existência antes de se transformar em uma supernova). Como HD 122563, CS22892-0052 e CD -38 245, a HD 140283 tem um excesso de oxigênio e de elementos alfa em relação ao ferro. Embora as proporções desses elementos sejam muito menores em HD 140283 do que no Sol, elas não são tão baixas quanto no caso do ferro. A implicação é que a primeira população de estrelas gerou os elementos alfa preferencialmente a outros grupos de elementos, incluindo o pico de ferro e o processo s . Ao contrário das outras estrelas pobres em metais, a HD 140283 possui uma quantidade detectável de lítio, uma consequência do fato de que ela ainda não evoluiu para uma gigante vermelha e, portanto, ainda não sofreu a primeira dragagem. 